# Polnische Nationaldemokratische Partei
Die Polnische Nationaldemokratische Partei (kurz: Polenpartei) war eine Partei im Deutschen Reich, welche die polnische Minderheit in Deutschland vertrat. Die Partei war im Deutschen Reichstag von 1903 bis 1918 vertreten. Ihre Abgeordneten waren in der Polnischen Fraktion zusammengeschlossen.

## Entstehung
Die Polnische Nationaldemokratische Partei wurde am 7. Oktober 1903 in Beuthen (Oberschlesien) durch den Zusammenschluss des Polnischen Wahlvereins für Schlesien (Katolik-Partei) mit dem radikalen Polnischen Volksverein (Korfanty-Partei), zuvor politische Konkurrenten, zu einem gemeinsamen Wahlkomitee für Schlesien gegründet, aus dem sodann die Polnische Nationaldemokratische Partei (kurz Polenpartei) hervorging. Die Partei setzte sich insbesondere für Beschäftigte in Industrie und Bergbau sowie deren Angehörige ein und hatte Schwerpunkte in Westpreußen, Oberschlesien (vor allem Ostoberschlesien, Kreis Rybnik, Kreis Pleß) und insbesondere in der Provinz Posen, jedoch auch im Ruhrgebiet.

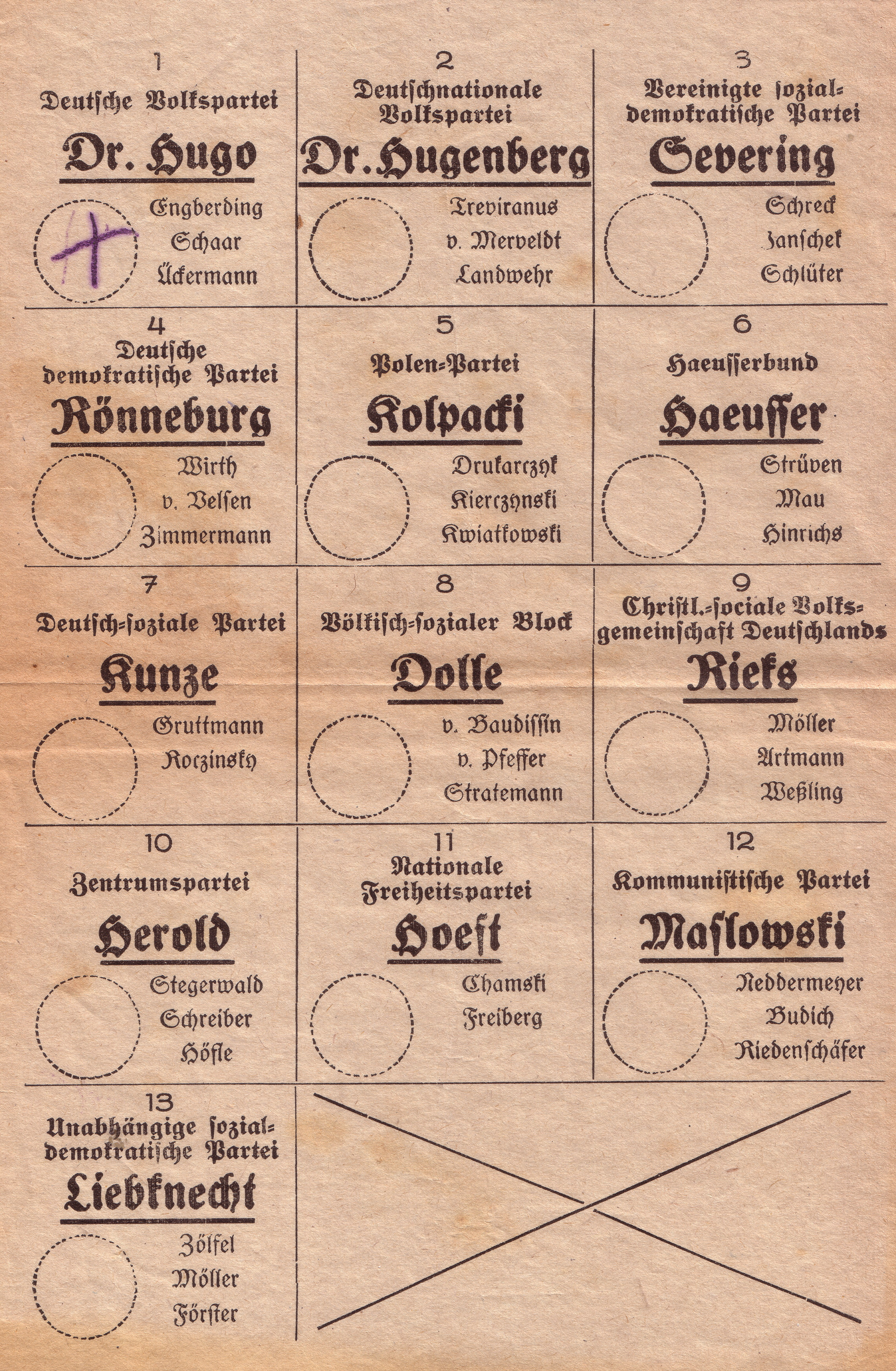
Stimmzettel zur Reichstagswahl am 4. Mai 1924

Die Partei bestand über mehrere Jahrzehnte (einschließlich der Reichstagswahl 1920). Ihre Nachfolgerin war die Polnische Volkspartei (PVP), die bei den Reichstagswahlen 1924, 1928 und 1930 antrat. Diese wurde wiederum 1932 durch die Polenliste abgelöst.

## Bedeutende Mitglieder der Partei
- Wojciech Korfanty (1873–1939), Journalist und späterer polnischer Ministerpräsident. Zog nach der Reichstagswahl 1903 für den Wahlkreis Kattowitz-Zabrze in den Reichstag ein.
- Mathias von Brudzewo-Mielzynski (1869–1944), Reichstagsabgeordneter, polnischer Offizier.

## Wahlerfolge
Bei der Reichstagswahl 1907 entfielen 4,0 % der Stimmen auf die Partei, die dadurch 20 Mandate im neuen Reichstag erhielt. 1912 konnte sie bei einem Stimmenanteil von 3,6 % noch 18 Mandate erringen.
In der Provinz Westfalen erreichte die Polenpartei bei den genannten Wahlen 2,9 %, (1907) bzw. 3,4 % (1912). In einigen Städten des Ruhrgebiets gehörte sie zu den stärksten Parteien.